# Ibrahim al-Koni
Ibrahim al-Koni o Ibrahim Kuni (àrab: إبراهيم الكوني, Ibrāhīm al-Kūnī) (Oasi de Ghadames, Líbia, 1948) és un escriptor libi tuareg lligat vitalment al desert. És un dels novel·listes àrabs més prolífics.
Va créixer dins la tradició del poble tuareg. Koni va passar la seva infantesa al desert, concretament, a la regió desèrtica de Fezzan, i va aprendre a escriure i llegir àrab als 12 anys. Després d'acabar la seva formació acadèmica a la ciutat de Ghadames, Ibrahim es va traslladar a Moscou, on hi va estudiar Literatura Comparada a l'Institut de Literatura Maksim Gorki, sinó que també es va iniciar en l'activitat periodística.
Va començar a escriure l'any 1974. Des del 1993 viu a Suïssa i porta publicats ja més de 60 llibres, tots escrits originalment en àrab i molts traduïts fins a 35 idiomes. Els elements mitològics, la recerca espiritual i les preguntes sobre la pròpia existència es barregen en els escrits de Koni, fet que l'han dut a ser batejat com a novel·lista poètic, realista màgic i fabulista sufí.
En castellà s'han publicat les seves novel·les Oro en polvo i La piedra sangrante.